# Key Largo, Florida
Key Largo är en ort (CDP) i Monroe County, i delstaten Florida, USA. Enligt United States Census Bureau har orten en folkmängd på 10 433 invånare (2010) och en landarea på 31,2 km².